# Maylandia callainos
Maylandia callainos (gr. = „türkis“; (Syn.: Pseudotropheus callainos, Metriaclima callainos)) ist ein afrikanischer Buntbarsch, der endemisch an der Nkhata Bay an der Westküste des Malawisee vorkommt. Durch den Menschen wurde er bei den Likomainseln, bei Namalenje und den Thumbi West Islands ausgesetzt.

## Merkmale
Maylandia callainos hat die typische langgestreckte, seitlich abgeflachte Gestalt eines Angehörigen des Komplexes um Maylandia zebra. Er wird acht Zentimeter lang. Das einzige in der Erstbeschreibung genannte Merkmal das den Fisch von anderen Arten des Maylandia zebra-Komplexes unterscheidet, ist die Färbung.
Maylandia callainos ist eine polymorphe Art, die in drei Farbmorphen auftritt. Bei der Normalmorphe sind Männchen und Weibchen einfarbig hellblau, die Männchen mit einer strahlenden Leuchtkraft, auch eine weißblaue Färbung ist möglich. Die Weibchen sind schlichter und besitzen höchstens zwei Eiflecke. Bei der weißen Morphe sind die Weibchen albinoartig weißlich gefärbt, auch ihre Flossen. Die Männchen sind bläulich. Die dritte Morphe ist weißlich und zeigt schwarze Flecken. Auch hier überlagert bei den Männchen ein bläulicher Ton sowohl die weißliche Grundfärbung als auch die Flecken. Bei den beiden von der Normalmorphe abweichenden Formen treten Weibchen wesentlich häufiger als Männchen auf. Jungfische zeigen immer die leuchtend blaue Färbung der Normalmorphe. Die Jungfische der beiden abweichenden Morphen färben sich erst mit einer Länge von drei bis vier Zentimetern um. An der Nordwest- und Ostküste Nkhata Bay gibt es eine weißliche Population, bei der auch die Jungfische weiß sind und die möglicherweise eine eigenständige, bisher unbeschriebene Art darstellt.
- Flossenformel: Dorsale XVII–IIXX/8–9, Anale III/7–8.
- Kiemenrechen auf der ersten Ceratobranchiale (unterer Schlundkiefer): 11–12; Kiemenrechen auf der ersten Epibranchiale (Knochenstütze der oberen Hälfte des Kiemenbogens): 1–3.

## Lebensweise
Maylandia callainos ist als Angehöriger der Mbuna ein Bewohner der Felsküste und des Gerölllitorals des Malawisees und ernährt sich vor allem von Algen, die er von den Felsen abschabt. Wie fast alle Buntbarsche des Malawisees ist er ein Maulbrüter.

## Systematik
Die Art war in der Aquaristik schon seit Ende der 1960er Jahre als Pseudotropheus zebra-„Bright Blue“ oder Pseudotropheus zebra-„Cobalt“ bekannt und wurde erst 1992 als eigenständige Art beschrieben. Sie gehört in die Verwandtschaft des zurzeit 24 Arten umfassenden Komplexes um Maylandia zebra.

## Gefährdung
Aufgrund seines eng begrenzten Verbreitungsgebietes wird Maylandia callainos von der IUCN als gefährdet („Vulnerable“) eingeordnet.